# Drunella flavilinea
Drunella flavilinea är en dagsländeart som först beskrevs av Mcdunnough 1926.  Drunella flavilinea ingår i släktet Drunella och familjen mossdagsländor. Inga underarter finns listade i Catalogue of Life.